# Rio Segura
O rio em Archena, Múrcia
O rio Segura (em latim Thader, em árabe Oued Al abyad, «Rio branco») é um rio do sudeste de Espanha.
O Segura nasce em Fuente Segura, a 5 km de Pontón Bajo no município de Santiago-Pontones (Jaén). Flui pelas províncias de Jaén, Albacete, Múrcia e Alicante. Desagua no Mar Mediterrâneo, em Guardamar del Segura (Alicante), após percorrer 325 km. Tem uma bacia hidrográfica de 19 525 km².
É um dos rios espanhóis de maior aproveitamento hidrológico. É conhecido também pela irregularidade de caudal que causa grandes inundações alternadas com períodos longos de seca. No Segura já houve grandes catástrofes: em 1946, 1948, 1973, 1987 e 1989 houve fortíssimas inundações. Em Abril de 1946, Outubro de 1948 e Novembro de 1987 o débito ultrapassou os 1000 m³/s em Orihuela. O máximo histórico ocorreu em Múrcia em 15 de Outubro de 1879 com 1890 m³/s.
Nas últimas décadas teve graves problemas de contaminação das suas águas, sobretudo no curso mais a jusante. Recebe um grande contributo de caudal vindo da bacia do rio Tejo através do transvase Tejo-Segura.

## Imagens

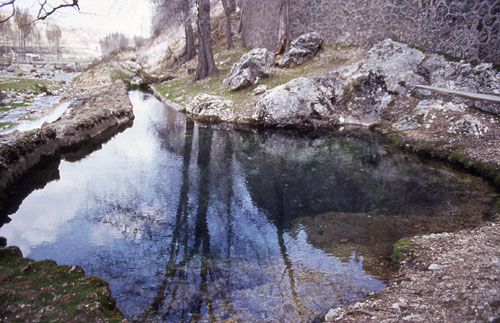
Nascente do Segura em Santiago-Pontones, Jaén
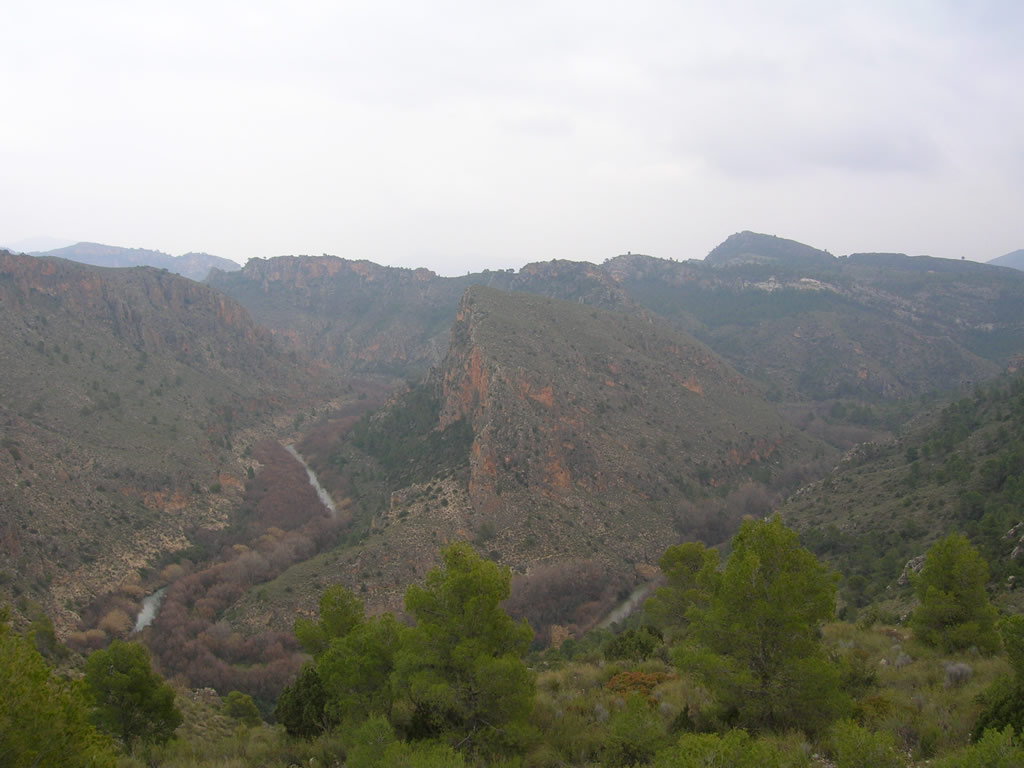
Mirador da ponte de Híjar, Albacete
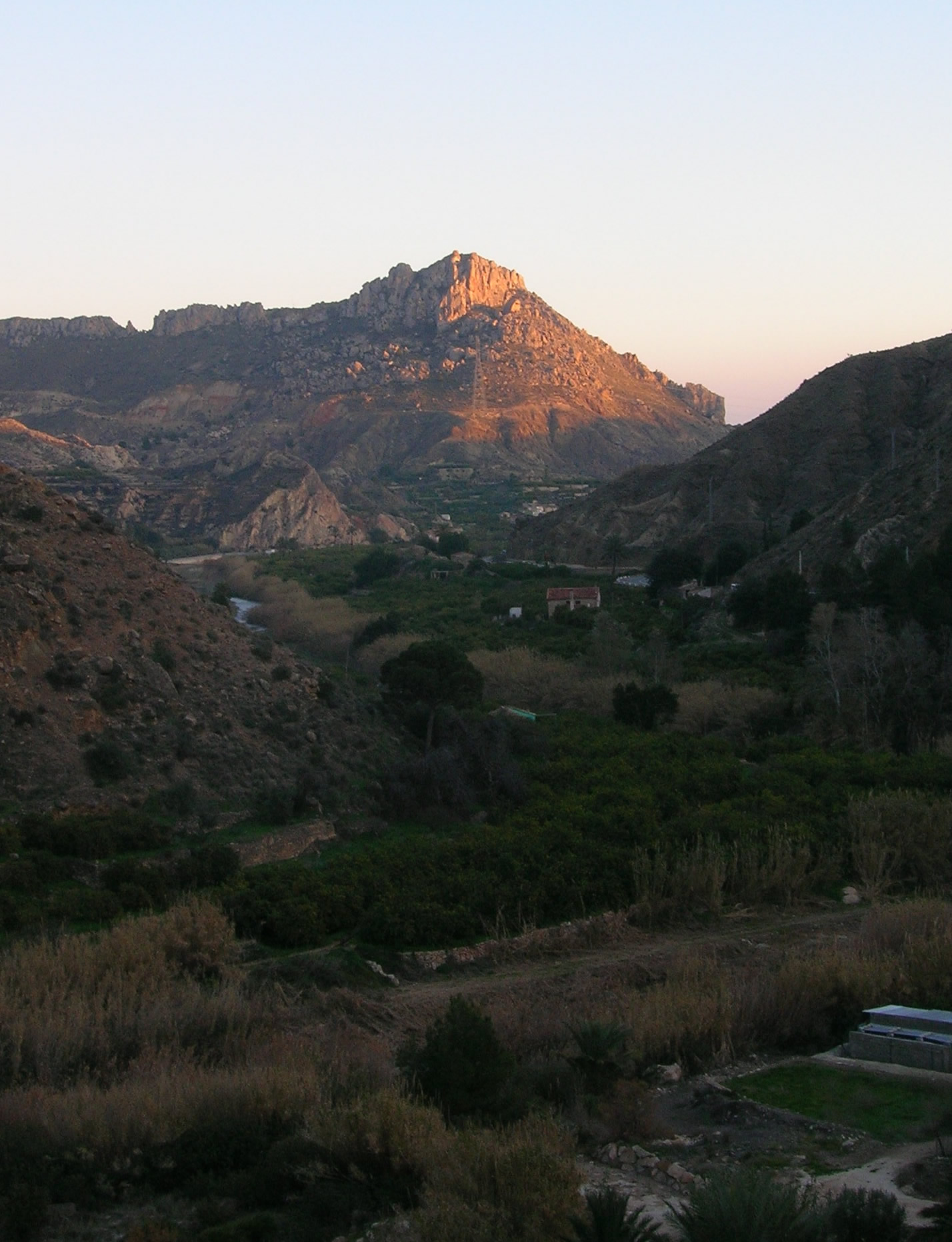
Passado o Azud de Ojós, Murcia
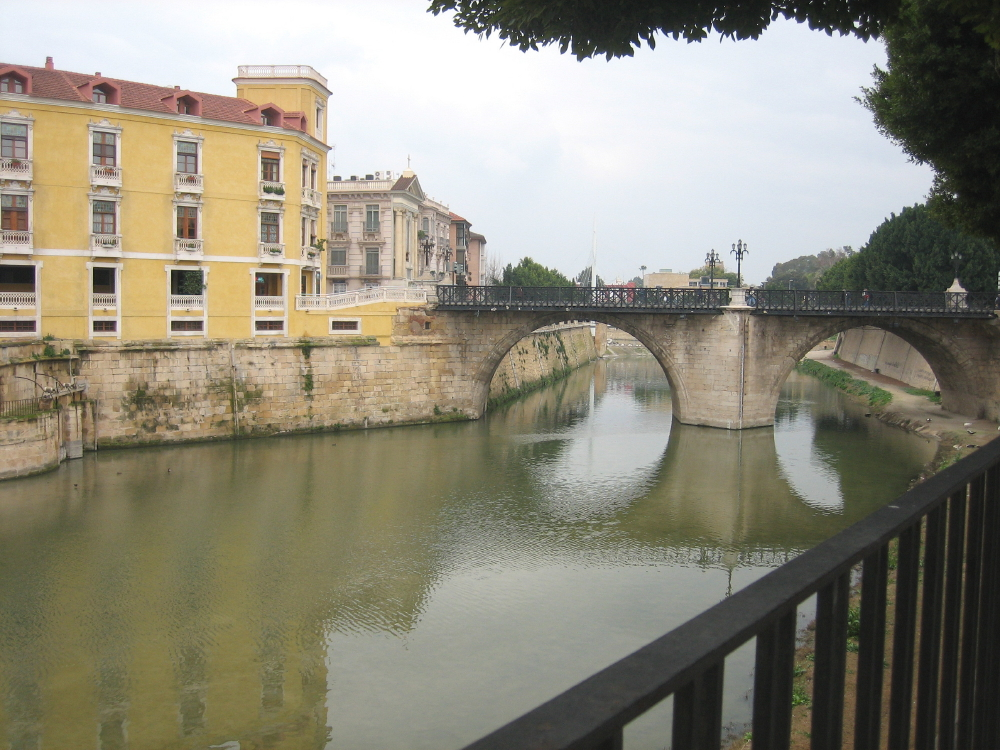
A ponte velha da capital murciana
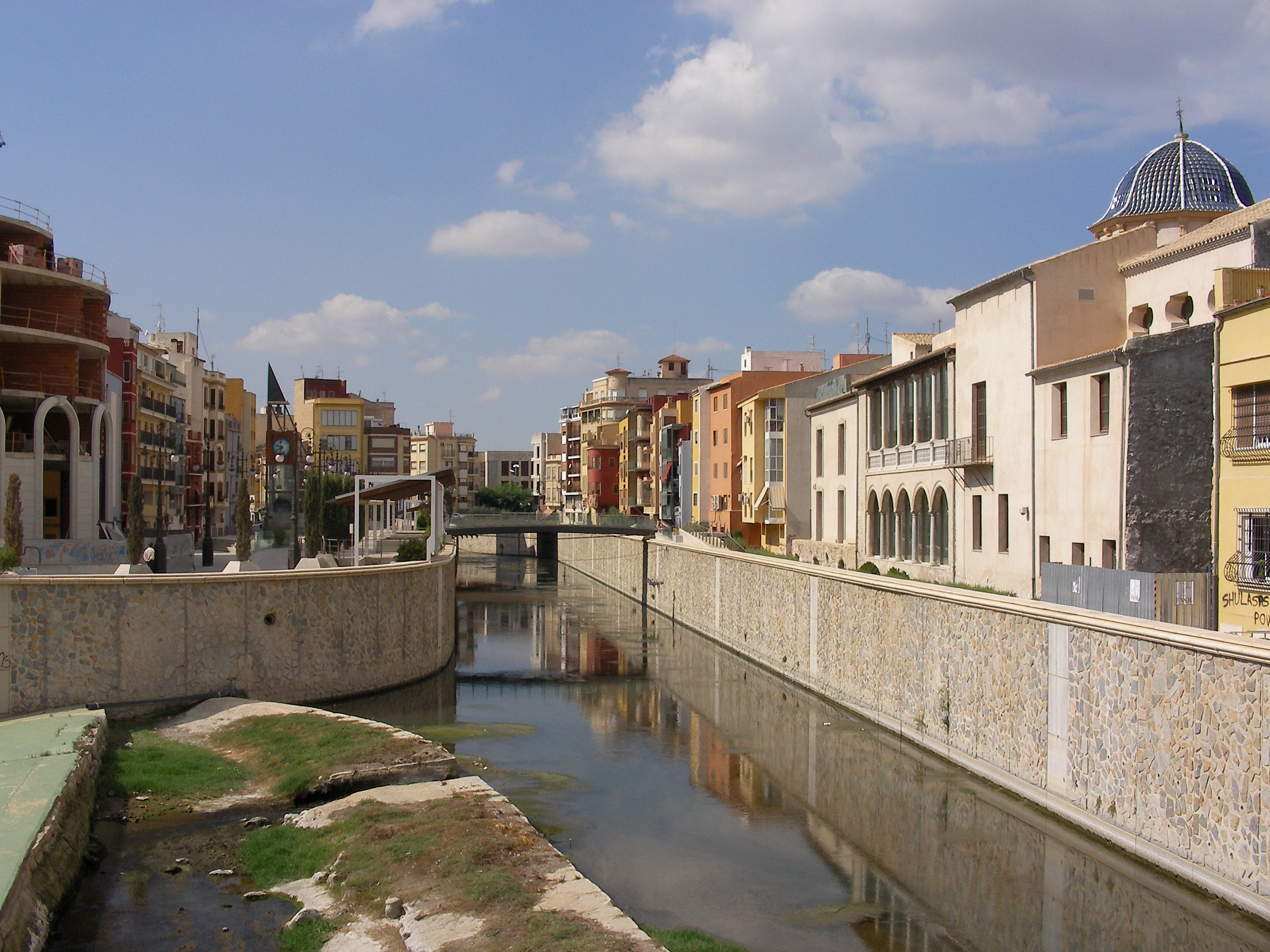
No centro de Orihuela, Alicante
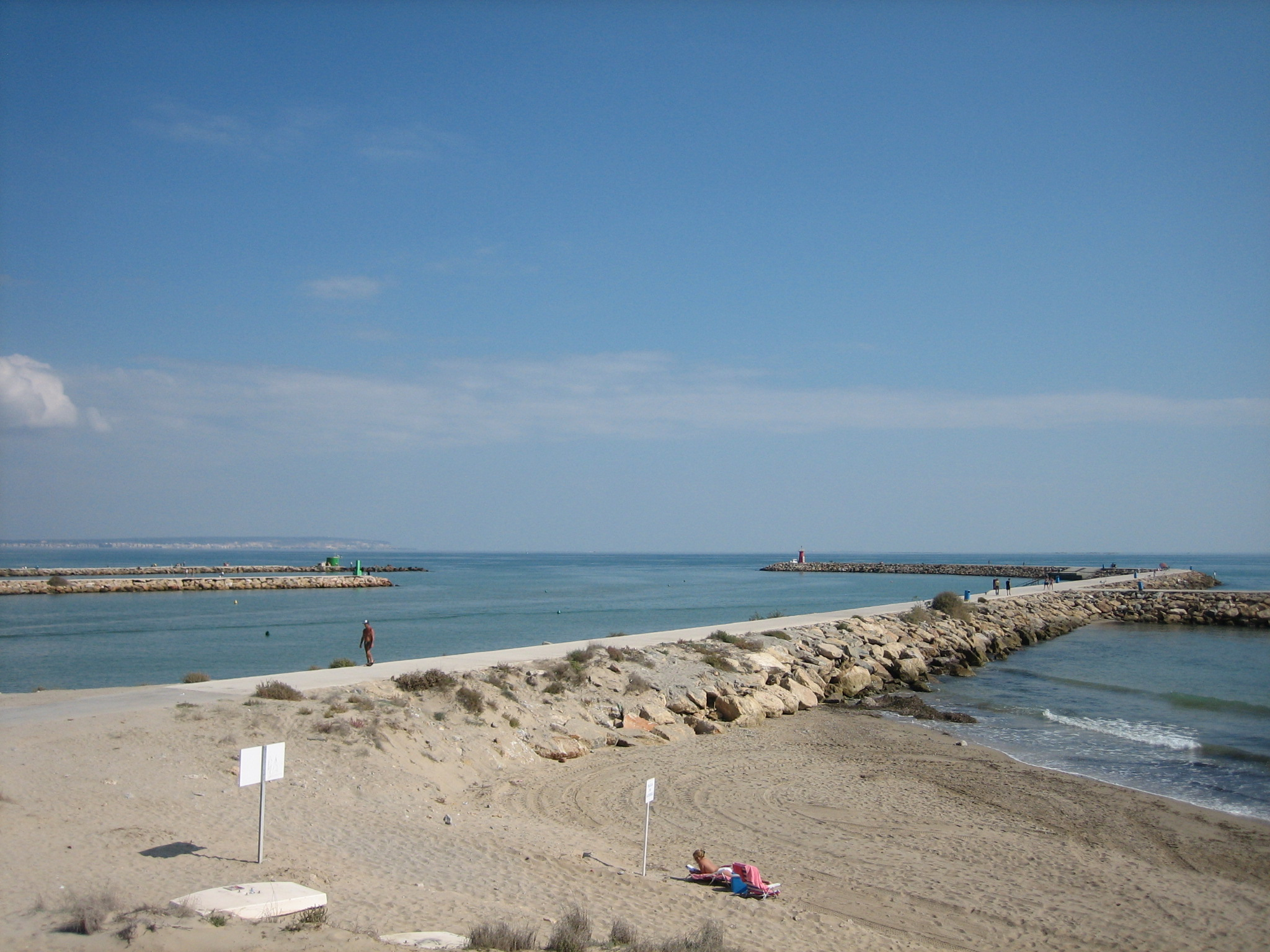
Foz do Segura em Guardamar
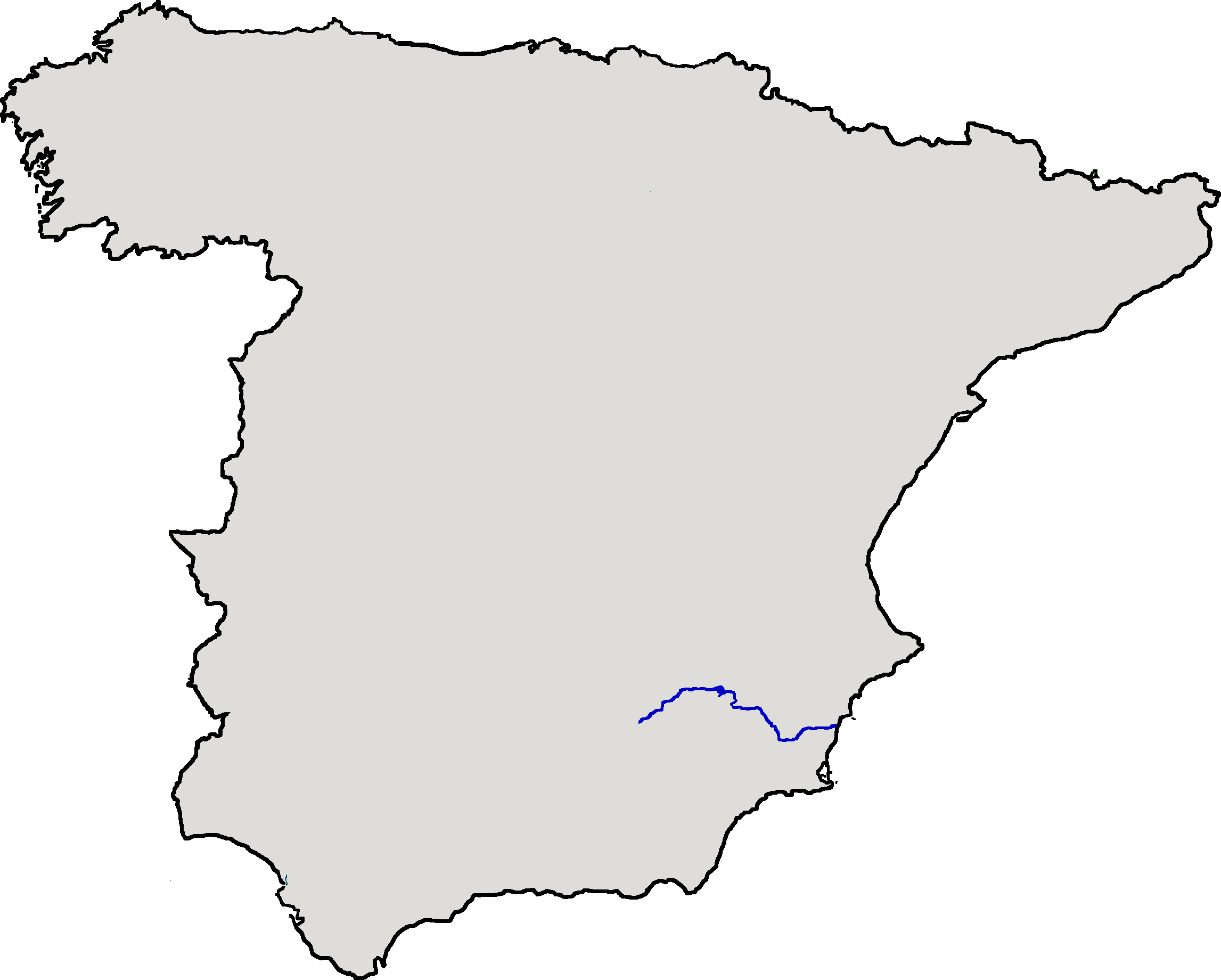
Localização do Rio Segura